# Talaus limbatus
Talaus limbatus là một loài nhện trong họ Thomisidae.
Loài này thuộc chi Talaus. Talaus limbatus được Eugène Simon miêu tả năm 1895.